# Меранска награда за поезия
„Меранската награда за поезия“ (на немски: Lyrikpreis Meran) е литературно отличие, учредено в град Мерано от правителството на провинция Южен Тирол, Италия. Наред с тази награда, възлизаща на 8000 евро, се връчват награда на фондация „Южнотиролска спестовна каса“ на стойност 4000 евро и награда на РАИ медия на стойност 2500 евро.
Литературният конкурс за поезия на Мерано се провежда на всеки две години.

## Носители на наградата
- Курт Драверт (1993)
- Катрин Шмит (1994)
- Зеп Мал (1996)
- Юрген Нендза (1998)
- Луц Зайлер (2000)
- Освалд Егер и Силвия Гайст (2002)
- Михаел Донхаузер (2004); Ян Вагнер получава наградата „Алфред Грубер“.
- Улрике Алмут Зандиг (2006); Улф Щолтерфот получава наградата „Алфред Грубер“.
- Мартина Хефтер (2008); Моника Ринк получава наградата „Алфред Грубер“.
- Андре Рудолф (2010); Сюние Левейохан получава наградата „Алфред Грубер“.
- Уве Колбе (2012); Кристоф Венцел получава наградата „Алфред Грубер“.
- Томас Кунст (2014); Том Шулц получава наградата „Алфред Грубер“.
- Константин Амес (2016); Маркус Вебер получава наградата „Алфред Грубер“.
- Керстин Прайвус (2018); Мартин Пикар получава наградата „Алфред Грубер“.
- Дагмара Краус (2021, отложена от 2020 г. заради пандемията от COVID-19); Мара-Дария Койокару получава наградата „Алфред Грубер“.
- Гай Хелмингер (2022); Пол-Хенри Кембъл получава наградата „Алфред Грубер“.[2]